# Whistleblower Protection Act
La Whistleblower Protection Act est une loi du gouvernement fédéral américain mise en vigueur en 1989 qui porte sur la protection accordée principalement aux salariés du gouvernement fédéral américain qui sont des lanceurs d'alerte (« to strengthen the protections available to Federal employees against prohibited personnel practices, and for other purposes. »). Les agences fédérales qui envisagent ou effectuent des représailles sont en violation de cette loi.

## Exemples de poursuites
La Cour suprême des États-Unis, dans Garcetti v. Ceballos (en) (04-473), statue en 2006 que les fonctionnaires fédéraux américains ne jouissent d'aucune protection contre les représailles de leur employeur selon le Premier amendement de la Constitution des États-Unis lorsqu'ils s'expriment dans le cadre de leurs fonctions officielles.
Le U.S. Merit Systems Protection Board (MSPB) a recours à des avocats d'agences gouvernementales à la place de juges de lois administratives (administrative law judges) pour déterminer le droit d'en appeler des employés lanceurs d'alerte. Ces avocats, surnommés « procureurs examinateurs » (attorney examiners), rejettent 98 % des appels des lanceurs d'alerte. Le MSPB et les cours d'appel du circuit fédéral acceptent le plus souvent leurs décisions, autour de 97 % et 98 % respectivement.
Les caractéristiques les plus communes des demandes déposées auprès des cours selon les termes du Whistleblower Protection Act sont :
- le plaignant est un employé ou une personne protégée par une clause statutaire précise ou un aspect précis de la common law ;
- le défenseur est un employeur ou une personne protégée par une clause statutaire précise ou un aspect précis de la common law ;
- le plaignant est engagé dans une activité de lanceur d'alerte ;
- le défendeur savait que le plaignant était engagé dans une telle activité ;
- une action de représailles est prise contre la personne qui a lancé une alerte ;
- une activité injuste ne serait pas arrivée si le plaignant n'avait pas exposé les activités.

Robert MacLean (en) a lancé l'alerte sur la décision de la TSA de réduire les fonds d'un programme visant à augmenter le nombre de sky marshals. En 2009, MacLean, représenté par le Government Accountability Project, décide de contester les représailles de la TSA devant le MSPB  parce que les messages qu'il avait dévoilés étaient protégés par le Whistleblower Protection Act et il croyait que les informations exposées représentaient un « danger substantiel et précis contre la santé ou la sécurité publique » (« a substantial and specific danger to public health or safety »). MacLean gagne sa cause devant la Cour suprême des États-Unis par un jugement 7-2 en janvier 2015.